# Remise Kleiweg
De Remise Kleiweg is in 1960 in gebruik genomen als remise van de RET. De gebouwen waren voordien (sinds 1910) in gebruik bij Allan Rotterdam. De RET bracht hier zijn centrale werkplaats onder, die voordien was gevestigd aan de Isaac Hubertstraat. Om aansluiting op het Rotterdamse Tramnet te krijgen werd de toenmalige tramlijn 10 in 1960 vanaf de Kootsekade bij de Remise Hillegersberg verlengd over de Kleiweg. Er werden trams en bussen gerepareerd en gereviseerd, maar ook afgeleverd of afgevoerd.
In augustus 2011 werd de Remise Kleiweg vervangen door de Remise Beverwaard.
Op 9 januari 2017 startte de sloop van het werkplaatscomplex. Na sanering van de bodem is er een nieuwe centrale werkplaats met busremise gebouwd die op 9 januari 2019 officieel is geopend.